# خانه فرانکشتاین
خانه فرانکشتاین (انگلیسی: The House of Frankenstein) یک فیلم در ژانر ترسناک و علمی تخیلی به کارگردانی ارله سی کنتون است که در سال ۱۹۴۴ منتشر شد.

## بازیگران
- بوریس کارلوف در نقش هیولای فرانکنشتاین
- لان چینی جونیور
- جان کارادین
- گلن استرینج
- جی. کارول نایش
- آن وین
- لیونل اتویل
- زیگ رومان
- چارلز میلر
- فرانک رایشر
- جرج زوکو
- جینو کورادو
- النا وردوگو
- براندون هورست
- جورج لین
- فیلیپ فن زانت
- ویلیام ادموندز
- بل میچل
- جولیوس تانن